# Zeitschrift für Mathematik und Physik
Die Zeitschrift für Mathematik und Physik war eine von Oskar Schlömilch 1856 gegründete Zeitschrift für Mathematik und Physik, die im Teubner Verlag erschien. Sie bestand bis 1917 (Band 64).
Schlömilch und Teubner wollten eine Zeitschrift, die auch für Lehrer und angewandte Mathematiker zugänglich und von Interesse und in ihren Beiträgen nicht so akademisch wie die Annalen der Physik oder das Journal für die reine und angewandte Mathematik war. Ferner sollten die Bereiche Physik bzw. angewandte Mathematik und reine Mathematik nicht so strikt getrennt sein. Herausgeber neben Schlömilch (der bis 1896 Hauptherausgeber war) waren anfangs Benjamin Witzschel, ab 1859 abgelöst von Moritz Cantor (bis 1900). 1860 kam E. Kahl (1860 bis 1892) hinzu. Ab 1901 waren Rudolf Mehmke und Carl Runge Herausgeber.
In der Zeitschrift sollten Veröffentlichungen zur Mathematik samt ihren Anwendungen Platz finden. Berücksichtigt wurden auch die in den im deutschsprachigen Raum Ende des 19. Jahrhunderts aufstrebenden Technischen Hochschulen gelehrten Bereiche angewandter und numerischer Mathematik, einschließlich Rechenhilfsmittel. Das trat ganz in den Vordergrund, als die Zeitschrift nach dem Tod von Schlömilch (1901) unter die Herausgeberschaft von Mehmke und Runge kam, wobei Felix Klein als Berater des Teubner Verlags ausschlaggebend war.
Moritz Cantor sorgte auch für Supplemente zur Mathematikgeschichte (Abhandlungen zur Mathematikgeschichte), die unregelmäßig von Heft 1 im Jahre 1877 bis Heft 10 im Jahre 1900 erschienen. Danach erschienen sie separat als Abhandlungen zur Geschichte der mathematischen Wissenschaften bis 1912 (Heft 30).
Im Band 50 von 1905 befindet sich ein Gesamtregister.